# Diuranthera major
Diuranthera major är en sparrisväxtart som beskrevs av William Botting Hemsley. Diuranthera major ingår i släktet Diuranthera och familjen sparrisväxter. Inga underarter finns listade i Catalogue of Life.